# Методом проб и ошибок
«Ме́тодом проб и оши́бок» (англ. Trial & Error) — американский ситком, премьера которого состоялась на телеканале NBC 14 марта 2017 года.
20 мая 2017 года NBC продлил сериал на второй сезон из десяти эпизодов. 16 января 2019 года сериал был закрыт после двух сезонов.

## Сюжет
Когда благообразный профессор литературы из маленького городка в Южной Каролине обвиняется в убийстве жены, защищать его берётся молодой адвокат-новичок.

## В ролях
- Николас Д’Агосто — Джош Сигал[4]
- Джейма Мэйс — Кэрол Энн Кин[5]
- Стивен Бойер — Дуэйн Рид[6]
- Шерри Шеперд — Энн Флатч[7]
- Криста Родригес — Саммер Хендерсон (1 сезон)[8]
- Джон Литгоу — Ларри Хендерсон (1 сезон)[7][9]
- Аманда Пэйтон — Нина Рудольф (2 сезон)
- Кристин Ченовет — Лавиния Пек-Фостер (2 сезон)
- Майкл Хичкок — Джесси Рэй Бомон (2 сезон)

## Отзывы критиков
Первый сезон ситкома «Методом проб и ошибок» получил положительный отзывы критиков. На сайте-агрегаторе Rotten Tomatoes сериал держит 86 % «свежести», что основано на 35 отзывах критиков со средним рейтингом 6,85/10. Критический консенсус сайта гласит: «„Методом проб и ошибок“ уморительно пародирует сериалы о преступлениях с помощью последовательных шуток, непочтительно смешного „глупого юмора“ и анимированных персонажей, которые обеспечивают шоу интересную манеру повествования». На Metacritic сериал получил 67 баллов из ста на основе 29-ти «в целом положительных» рецензий.
Второй сезон получил ещё более высокие оценки — 91 % на Rotten Tomatoes и 76 из 100 на Metacritic.